# 文昌市实验中学
文昌市实验中学，简称文昌实高（英語：Wenchang Experimentai Middle School，简称：WES），原名文昌市实验高级中学。由文昌市罗峰中学高中部，文昌市琼文中学高中部，文昌市联东中学高中部共同组建而成，是文昌市直属普通高中。在2008年的“高中集中文城办”推动下，经过5年投入建设和海外华侨、港澳同胞邢诒喜、邢李㷧先生的爱心捐助下成立。

## 历史
1884年（清光绪甲申年），建立罗峰中学。
1927年，建立琼文中学。
1947年，建立联东中学。
2008年，因“高中集中文城办”的方略因而筹备。
2010年，第一任校长靖强提出“美术特色办学”。
2013年，罗峰中学、琼文中学、联东中学高中部共同合成文昌市实验高级中学。
2021年，文昌市实验高级中学更名为文昌市实验中学。

## 概况
文昌市实验中学位于海南省文昌市文城镇云逸路，占地面积88585平方米，约有133亩，有思贤行政楼、思源、思恩教学楼、邢诒喜科学馆、毓秀广场、操场一个、美术楼、音乐楼、宿舍楼有7幢、食堂有1幢。2021年新建一幢初中教学楼一幢宿舍。

## 文化特色
文昌市实验中学坚持“为明天而学习”的办学宗旨，把“志存高远、人格健全、基础扎实、特色明显”做成办学目标，“亦德亦学、至真至美”做为校训，倡导“崇德博学、乐教求真”的教风，提倡“志高勤学、明辨力行”，实现目标为“办好一所学校，造福一方社会；教好一个学生，幸福一个家庭”。

## 历任校长
| 任数     | 姓名 | 任期           | 主要管理者 |
| 第一任   | 靖强 | 2013-2022年3月 | 靖强       |
| 无任校长 | 无   | 2022年3月-9月  | 陈军       |
| 第二任   | 陈军 | 2022年9月-至今 | 陈军       |

## 相关新闻
2022年7月4日，在记者的走访调查中，发现一部分消防栓、灭火器的保护箱锈蚀严重，有的甚至发生了损坏。宿舍区内水管有爆裂以及一些消防栓老旧问题，消防设施问题较为突出。根据工作人员描述，原因是资金还没有批下来，没资金无法更改。对此，陈军副校长表示会全部更换灭火器的外壳，并且安排总务来解决消防问题。